# Bisdom Zielona Góra-Gorzów

Bisdommen in Polen
30. Aartsbisdom Szczecin-Kamień
31. Bisdom Koszalin-Kołobrzeg
32. Bisdom Zielona Góra-Gorzów

Het bisdom Zielona Góra-Gorzów (Latijn: Dioecesis Viridimontanensis-Gorzoviensis, Pools: Diecezja Koszalińsko-Kołobrzeska) is een in Polen gelegen rooms-katholiek bisdom met zetel in de stad Zielona Góra. De hoofdkerk van het bisdom staat echter in Gorzów Wielkopolski. Het bisdom behoort tot de kerkprovincie Szczecin-Kamień, en is samen met het bisdom Koszalin-Kołobrzeg suffragaan aan het aartsbisdom Szczecin-Kamień.

## Geschiedenis
Het bisdom Gorzów werd met de apostolische constitutie "Episcoporum Poloniae coetus" van paus Paulus VI op 28 juni 1972 opgericht. Het gebied behoorde daarvoor deels toe aan het bisdom Berlijn en deels aan de prelatuur Schneidemühl. Deze voormalige Duitse gebieden stonden sinds september 1945 echter al onder bestuur van een administrator. Van 1133 tot aan de Reformatie bestond in dit gebied het prinsbisdom Lebus. Zielona Góra en Gorzów Wielkopolski zijn tegenwoordig de twee hoofdsteden van het woiwodschap Lubusz. op 25 maart 1992 werd het bisdom door paus Johannes Paulus II met de apostolische constitutie"Totus Tuus Poloniae populus" omgedoopt tot Zielona Góra-Gorzów en werd het suffragaan aan het aartsbisdom Szczecin-Kamień.

## Bisschoppen van Zielona Góra-Gorzów
1. 1972-1986 Wilhelm Pluta
2. 1986-1993 Józef Michalik
3. 1993-2007 Adam Dyczkowski
4. sinds 2007 Stefan Regmunt

### Hulpbisschoppen
- Paweł Socha (1989-2007)
- Edward Dajczak (1973-2012)
- Tadeusz Lityński (2012-heden)

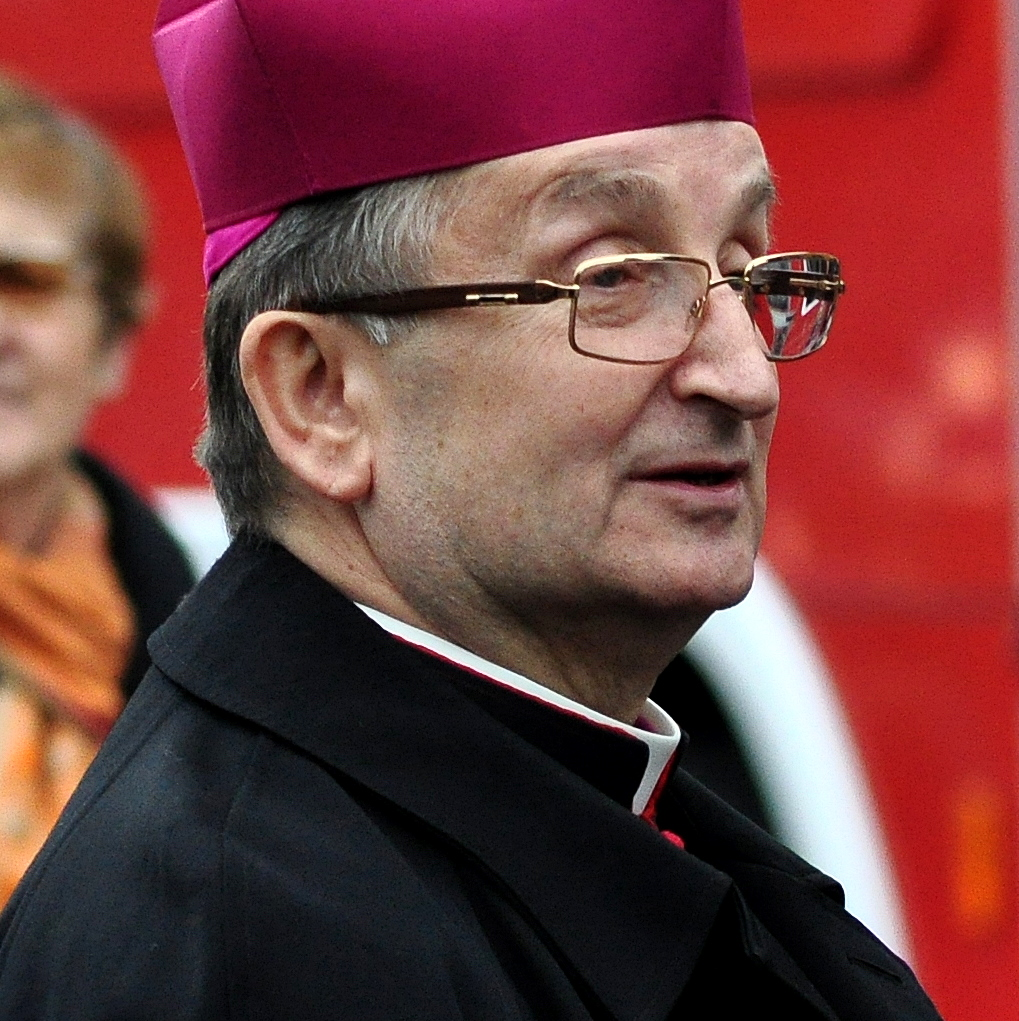
Bisschop Regmunt
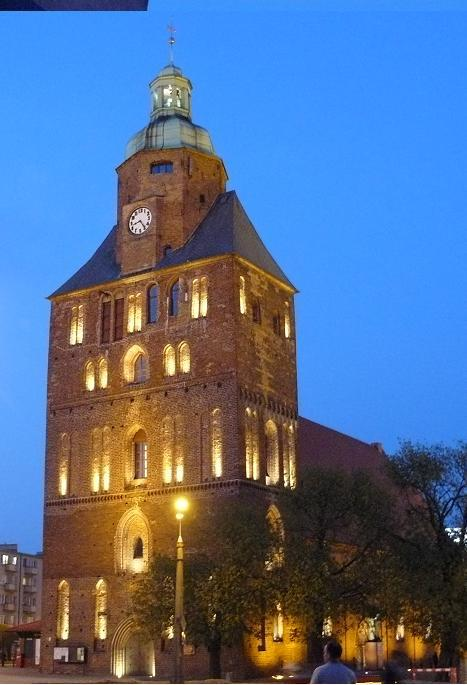
Kathedraal van Gorzów Wielkopolski
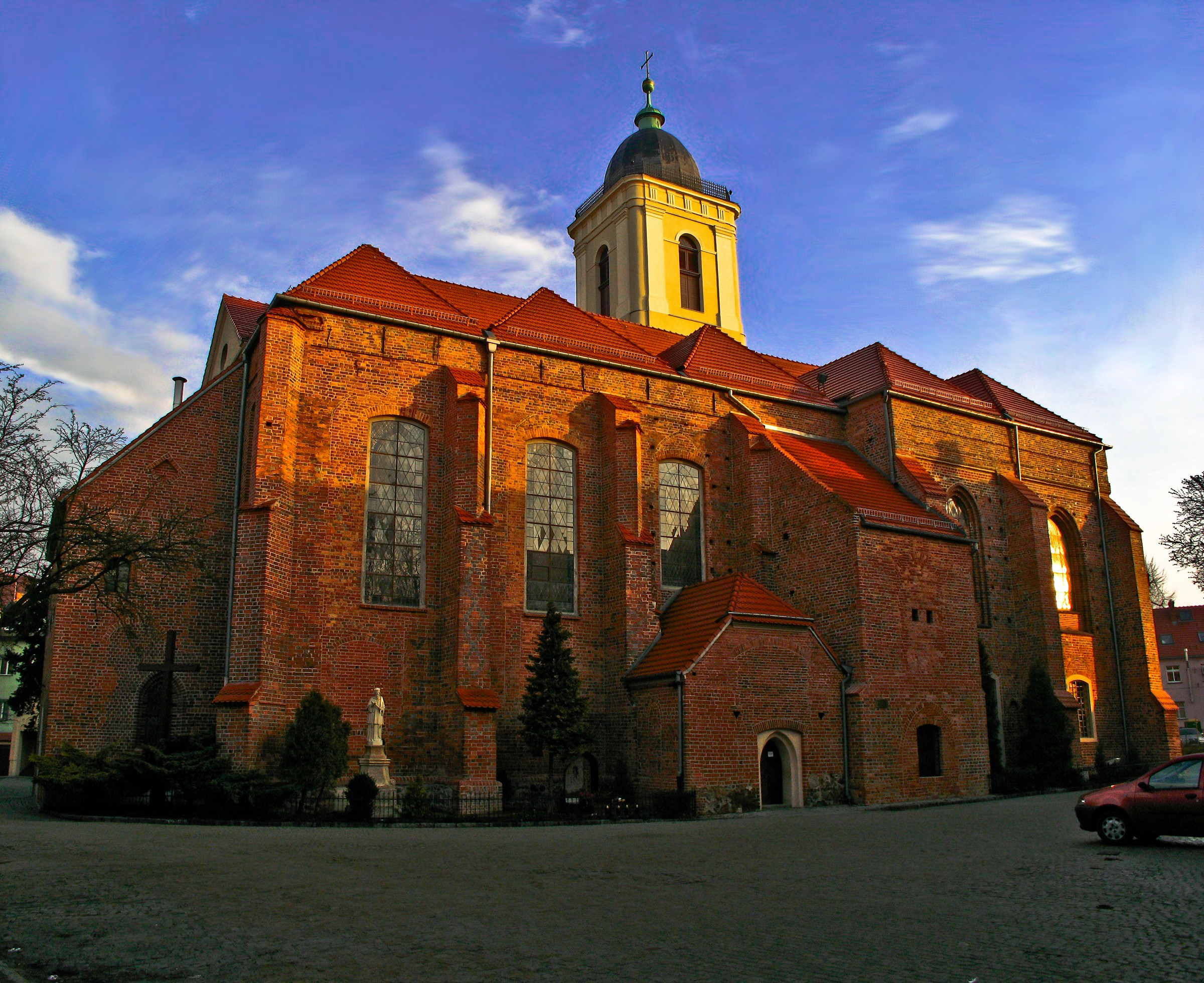
Cokathedraal van Zielona Góra